# الرفد (المفلحي)

تعديل مصدري - تعديل

الرفد هي إحدى قرى عزلة المفلحي بمديرية المفلحي التابعة لمحافظة لحج، بلغ تعداد سكانها 229 نسمة حسب تعداد اليمن لعام 2004.